# 종운로
종운로(Jongun-ro)는 전북특별자치도 정읍시 산외면 종산삼거리에서 임실군 운암면 운암교삼거리를 잇는 9.1km 도로이다

## 주요 경유지
전북특별자치도
- 정읍시 (산외면) - 임실군 (운암면)

## 노선
| 이름         | 접속 노선                        | 소재지 | 소재지 | 비고 |
| ------------ | -------------------------------- | ------ | ------ | ---- |
| 산외사거리   | 산외로                           | 정읍시 | 산외면 |      |
| 민하1교      |                                  | 정읍시 | 산외면 |      |
| 민하교       |                                  | 정읍시 | 산외면 |      |
| 산외사거리   | 지방도 제715호선 (청정로)        | 정읍시 | 산외면 |      |
| 종산1교      |                                  | 정읍시 | 산외면 |      |
| 사적골재     |                                  | 정읍시 | 산외면 |      |
| 운암교삼거리 | 지방도 제749호선 (구이로) 강운로 | 임실군 | 운암면 |      |

## 주요 시설및 건물
- 현대오일뱅크 산외주유소 (종운로 3/정량리 1184-85)